# Myrrhinium atropurpureum
Myrrhinium atropurpureum là một loài thực vật có hoa trong Họ Đào kim nương. Loài này được Schott mô tả khoa học đầu tiên năm 1827.